# Laurens van der Post
Sir Laurens Jan van der Post (født 13. december 1906, død 16. december 1996) var en sydafrikansk forfatter til mange bøger, landmand, krigshelt, politisk rådgiver for den britiske regeringsledelse, nær ven af prins Charles, gudfader til prins William, pædagog, journalist, filosof og opdagelsesrejsende.